# Constantino Teixeira
Constantino Teixeira (mất năm 1988 tại Bissau, Guiné-Bissau) là một chính trị gia người Guiné-Bissau, từng là Thủ tướng của Guiné-Bissau từ ngày 15 tháng 7 năm 1978 đến ngày 27 tháng 9 năm 1978.